# Zingiber yingjiangense
Zingiber yingjiangense là một loài thực vật có hoa trong họ Gừng. Loài này được Tong Shao Quan (童绍全, Đồng Thiệu Toàn) miêu tả khoa học đầu tiên năm 1987. Tên gọi thông thường trong tiếng Trung là 盈江姜   (Doanh Giang khương), nghĩa là gừng Doanh Giang.

## Mẫu định danh
Mẫu định danh: S.Q.Tong & C.J. Liao 24862; thu thập ngày 5 tháng 8 năm 1983 trong rừng ẩm ướt, ở cao độ 980 m, huyện Doanh Giang, châu tự trị Đức Hoành, tỉnh Vân Nam, Trung Quốc. Mẫu holotype lưu giữ Vườn Thực vật Nhiệt đới Tây Song Bản Nạp, Vân Nam (HITBC). Trong bài báo gốc các tác giả ghi là lưu giữ tại Viện Thực vật Nhiệt đới Vân Nam (YNTBI).

## Từ nguyên
Tính từ định danh yingjiangense (giống đực/giống cái: yingjiangensis) là Latinh hóa địa danh Doanh Giang (Yingjiang, 盈江), nơi thu thập mẫu định danh của loài này.

## Phân bố
Loài này có tại miền tây tỉnh Vân Nam (huyện Doanh Giang), Trung Quốc. Môi trường sống là rừng ẩm ướt, ở cao độ khoảng 1.000 m.

## Mô tả
Cây thảo mọc thẳng đứng. Thân giả 1-1,2 m, đường kính 1-1,5 cm, gốc có bẹ không phiến lá màu đỏ. Bẹ lá có sọc dọc, lông tơ màu trắng; lưỡi bẹ 2 thùy, 1,5-2,4 cm, dạng màng, có lông tơ màu trắng; cuống lá có lông tơ, mặt gần trục màu ánh đỏ, dài ~5 mm; phiến lá hình elip hoặc hình mác-hình elip, 25-45 × 9–11 cm, mặt xa trục màu ánh lục, có lông tơ, mặt gần trục màu xanh lục, gân giữa nổi cao ở mặt gần trục khi khô, đáy thon nhỏ dần, đỉnh nhọn thon hoặc nhọn thon ngắn. Cụm hoa mọc từ thân rễ, thuôn dài, 5-6 × 2,4–3 cm; cuống cụm hoa 2–6 cm, vảy che phủ màu đỏ nhạt, có lông tơ; lá bắc ngoài hình trứng hoặc thuôn dài, 3,5-5,5 × 2-2,5 cm, lá bắc trong hình mác hẹp, 4-4,5 × 0,7–1 cm, có lông tơ, đỉnh nhọn thon hoặc nhọn thon ngắn; lá bắc con màu đỏ ở mép, hình tam giác hẹp, dài bằng lá bắc, rộng 1,5 cm, nhẵn nhụi. Đài hoa hình ống, dài 1,6–2 cm, có lông tơ, đỉnh 2 răng nhỏ, dạng màng, màu trắng. Ống tràng hoa 3-3,3 cm, màu trắng, rậm lông tơ; các thùy dài bằng nhau, màu đỏ, hình mác, nhẵn nhụi; thùy tràng lưng 2,2-2,5 × 0,4-0,6 cm; các thùy tràng bên rộng 0,4-0,5 cm. Cánh môi màu da cam, thuôn dài, 1,8-2 × 0,9–1 cm, đỉnh nguyên; không có thùy bên. Nhị dài ~2,4 cm; chỉ nhị rất ngắn, màu trắng; bao phấn màu trắng, mô vỏ dài ~1,6 cm; phần phụ liên kết màu da cam, dài ~0,9 cm. Bầu nhụy rậm lông tơ màu nâu; vòi nhụy thẳng, màu trắng; đầu nhụy màu gần trắng, có lông rung; tuyến trên bầu thẳng, dài ~0,5 cm. Ra hoa tháng 8.
Gần giống với Z. longiligulatum nhưng khác ở chỗ gân giữa nổi lên rõ nét ở mặt trên khi khô, lưỡi bẹ 2 thùy, lá bắc ngoài hình trứng hoặc thuôn dài, lá bắc trong hình mác hẹp, cánh môi thuôn dài.